# 아시아나항공 162편 착륙 사고
아시아나항공 162편 착륙 사고는 2015년 4월 14일 밤 오후 8시 5분(현지 시간) 아시아나항공 162편(A320-200, 기체기호 : HL7762)이 일본 히로시마 공항에 착륙을 위해 고도를 낮추면서 활주로 약 300m 전방에 위치한 6m 높이의 전파 발신 시설에 항공기의 기체 뒷부분이 부딪히면서 항공기가 활주로를 벗어난 사건이다. 사고 항공기에는 한국인 8명, 일본인 46명, 중국인 9명, 인도네시아인 2명, 미국인 2명, 캐나다인 2명, 필리핀인 1명, 러시아인 1명, 베트남인 1명, 싱가포르인 1명을 비롯한 승객 73명과 승무원 8명 등 81명이 타고 있었으며 사고 후 전원이 기체에서 비상 탈출했지만 항공기가 착륙하는 과정에서 발생한 충격이나 비상용 슬라이드를 통해 탈출하는 과정 등에서 18명이 가볍게 다친 것으로 아시아나항공은 파악하고 있지만 일본 언론은 27명이 경상을 입었다고 소방당국의 집계를 전했다.

사고 경로의 지도

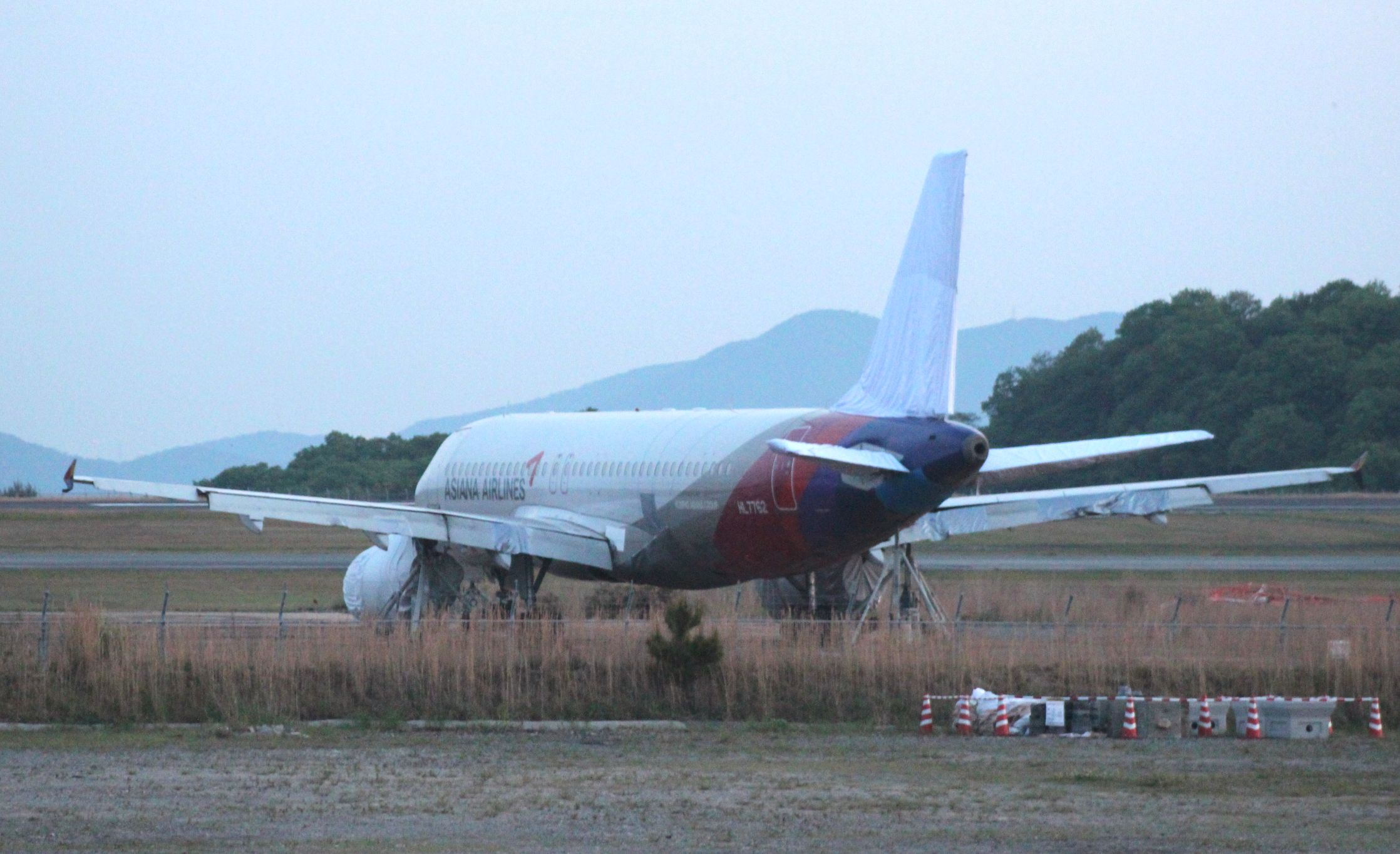
사고 후 기체의 모습

이 사고로 히로시마 공항은 밤 8시 20분부터 폐쇄되었고, 일본 정부는 사고기가 비정상적인 낮은 고도로 접근한 경위에 대하여 조사하고 있다. 아시아나항공은 2015년 4월 19일 이 사고로 피해를 본 승객들에게 1인당 5,000달러(한화 500만 원 선)를 지급하기로 결정했다. 사고 후 해당 에어버스 A320-200은 퇴역과 함께 폐기되었다.

## 같이 보기
- 아시아나항공 214편 착륙 사고